# Brachycephalus herculeus
Brachycephalus herculeus — вид жаб родини короткоголових (Brachycephalidae). Описаний у 2024 році.

## Поширення
Ендемік Бразилії. Поширений у гірському масиві Серра-ду-Мар на півночі штату Ріо-де-Жанейро. Мешкає в атлантичному лісі.

## Назва
Herculeus — латинський прикметник, що означає дуже великий, важкий або небезпечний; вимагає сили або мужності Геракла, щоб кинути виклик або виконати місію, як геркулесова праця або завдання (походить із грецької міфології). Видовий епітет було обрано, щоб показати «геркулесову» задачу, яка полягає в тому, щоб для такого маленького виду вижити в одному з найбільш загрозливих лісових середовищ у світі, бразильському атлантичному лісі.

## Опис
Brachycephalus herculeus відрізняється від усіх своїх родичів наступною комбінацією ознак: шкіра на голові та спині з окостенінням шкіри; череп з гіперосифікацією заочноямкових гребенів, що видно зовні; четвертий передкрижовий хребець з поперечними відростками, гіперокостенілими, не орнаментованими і зовні не помітними; гребінь уростиля, що тягнеться до 2/3 довжини уростиля; довгий стравохідний відросток гіоларингеального апарату; загальне забарвлення при житті помаранчеве з неправильною зеленою плямою на спині; наявність остеодерм; наявність чорної сполучної тканини, розкиданої по дорсальній мускулатурі; середній розмір тіла для роду (SVL дорослих: 11,8–14,7 мм для самців і 13,9–15,2 мм для самиць); звуковий сигнал, що характеризується однією нотою, що повторюється послідовно, зазвичай складається з 8–12 імпульсів.